# أنواع النباتات (كتاب)
أنواع النباتات (باللاتينية: Species Plantarum) هو كتاب ألَّفه العالم كارلوس لينيوس نشره في عام 1753، وفيه قائمة بكافة أنواع النبات المعروفة حين نشره مُصنَّفة في أجناس، وهو أول كتاب في التاريخ يُطبِّق التسمية الثنائية بأسلوب مُنظَّم وكان حجر الأساس في وضع نظام تسمية النبات.

## النشر
نُشِرَ كتاب «علم النباتات» في الأول من شهر مايو عام 1753، ونشرته دار لورينيتيوس ساليفيوس (باللاتينية: Laurentius Salvius) في ستوكهولم بمُجلَّدَيْن، ونُشِرَت طبعته الثانية في عام 1762-1763، والثالثة في عام 1764 (على أنها كانت «قليلة الاختلاف» عن الثانية). ونُشِرَت طبعات أخرى بعد وفاة لينيوس في سنة 1778 بإشرافٍ من كارل لودفيغ فيلدينوف، وهو مدير متحف حديقة النباتات والأشجار في داهلم، فنُشِرَت الطبعة الرابعة سنة 1800 في أربعة مُجلَّدات.

## روابط خارجية
- الأنواع النباتية على موقع الموسوعة البريطانية (الإنجليزية)